# Hahnweiler
Hahnweiler ist eine Ortsgemeinde im Landkreis Birkenfeld in Rheinland-Pfalz. Sie gehört der Verbandsgemeinde Baumholder an.

## Geographie
Der Ort liegt an der Grenze zum Saarland.
Im Nordosten befindet sich Rückweiler, im Süden Freisen (Saarland), im Westen Gimbweiler und Nohfelden-Wolfersweiler (Saarland) und nördlich liegt Leitzweiler.

## Geschichte
Der Ort gehörte bis zum Ende des 18. Jahrhunderts zu dem aus der Grafschaft Veldenz stammenden Teil des Herzogtums Pfalz-Zweibrücken und war der Schultheißerei Wolfersweiler im Amt Nohfelden zugeordnet. Im Jahr 1790 lebten 18 Familien im Ort.
Im Jahr 1794 wurde das Linke Rheinufer von französischen Revolutionstruppen eingenommen. Von 1798 bis 1814 gehörte Hahnweiler zum Kanton Baumholder im Saardepartement. Aufgrund der auf dem Wiener Kongress (1815) getroffenen Vereinbarungen kam die Region 1816 zum sachsen-coburgischen Fürstentum Lichtenberg, dem es bis 1834 angehörte. Die Gemeinde Hahnweiler gehörte zunächst zur Bürgermeisterei Berschweiler, von 1823 an zur Bürgermeisterei Burglichtenberg. Nach dem Verkauf an Preußen und der Auflösung des Fürstentums Lichtenberg kam Hahnweiler zum neu errichteten Kreis St. Wendel in der Rheinprovinz. Seit 1937 gehört Hahnweiler zum Landkreis Birkenfeld und ist seit 1946 Teil des Landes Rheinland-Pfalz.
Bevölkerungsentwicklung
Die Entwicklung der Einwohnerzahl von Hahnweiler, die Werte von 1871 bis 1987 beruhen auf Volkszählungen:
| Jahr | Einwohner |
| 1815 | 107       |
| 1835 | 131       |
| 1871 | 140       |
| 1905 | 152       |
| 1939 | 177       |

| Jahr | Einwohner |
| 1950 | 162       |
| 1961 | 195       |
| 1970 | 236       |
| 1987 | 202       |
| 2005 | 227       |

| Jahr | Einwohner |
| 2013 | 189       |
| 2022 | 177       |

## Politik

### Bürgermeister
Heiko Bier ist seit dem 22. Februar 2015 Ortsbürgermeister von Hahnweiler. Er wurde im Juni 2024 wiedergewählt.
Sein Vorgänger Dietmar Schmitt hatte das Amt von 2004 bis November 2014 ausgeübt.

### Wappen
Der blaue Löwe verweist auf die ehemalige Zugehörigkeit zur Grafschaft Veldenz. Der Hahn symbolisiert den Ortsnamen.

## Wirtschaft und Infrastruktur
Hahnweiler hat ein Dorfgemeinschaftshaus.
Direkt im Norden verläuft die Bundesautobahn 62.
In der Ortsgemeinde Heimbach (Landkreis Birkenfeld) ist ein Bahnhof der Bahnstrecke Bingen–Saarbrücken.